# Edgard Hérouard
Edgard Joseph Émile Hérouard (San Quintino, 18 marzo 1858 – Parigi, 22 marzo 1932) è stato uno zoologo francese.

## Biografia
Nel 1889 iniziò a lavorare come préparateur alla Sorbona, conseguendo il dottorato in scienze naturali nel corso dell'anno successivo. Dal 1895 lavorò come chef des travaux pratiques de zoologie. Nel 1901 fu nominato vice-presidente della Société zoologique de France, e subito dopo fu nominato assistente direttore della Station biologique de Roscoff. Nel 1910 conseguì il titolo di professore associato, diventando professore "senza sedia" nel 1921.
Hérouard è noto per le sue indagini sui cetrioli di mare, fornendo descrizioni di numerose specie di Holothurian. Inoltre, con Yves Delage (1854-1920), descrisse l'Ordine degli Hymenostomatida (1896).

## Pubblicazioni principali
- Recherches sur les holothuries des côtes de France, 1889
- De l'excrétion chez les Holothuries, 1895
- Traite de zoologie concréte (con Yves Delage), 1896; molti volumi.
- Holothuries provenant des campagnes de la Princesse-Alice (1892-1897), 1902
- Holothuries, 1906
- Sur les molpadides de Norvége, 1910.